# Piërius Winsemius

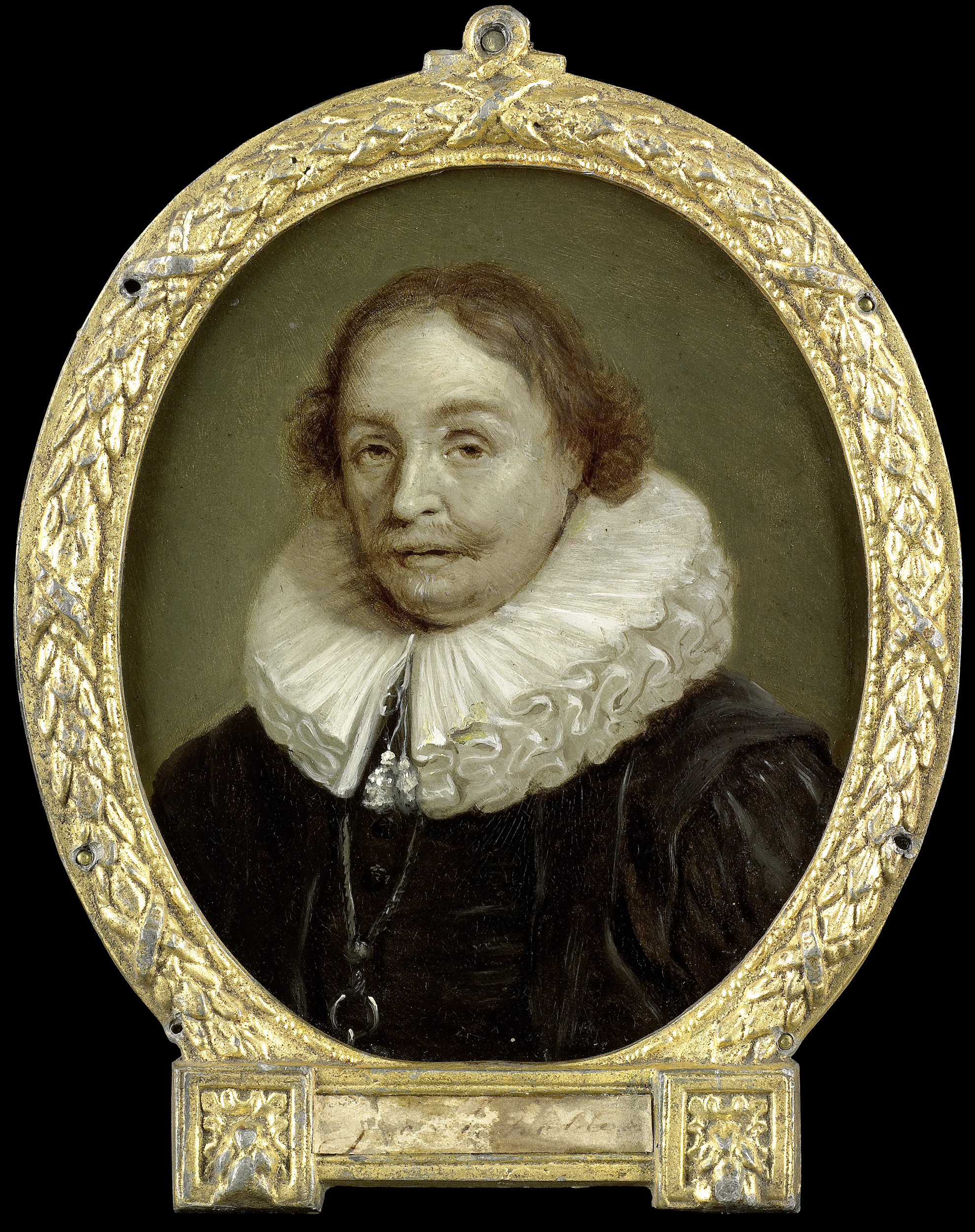
Piërius Winsemius

Piërius Winsemius, född 1586 i Leeuwarden, död 2 november 1644 i Franeker, var en nederländsk lärd. 
Efter skiftande studier i hemlandet och i Tyskland samt resor i Sverige och i Frankrike, där Winsemius 1611 blev juris doktor i Caen, utnämndes han 1616 till provinsen Frieslands historiograf samt blev 1636 professor i vältalighet och historia vid universitetet i Franeker. 
Winsemius frisiska krönika, som går fram till 1622, är ett för sin tid utmärkt arbete. Som latinsk vältalare var han berömd; bland hans orationer märks en Panegyricus över Gustav II Adolf (utgiven i Amsterdam 1632 och intagen i den av Johan Krus 1637 i Leiden ombestyrda samlingen tal över Gustav II Adolf) samt ännu en Panegyricus in memoriam Gustavi Adolphi (Franeker, 1633). För svenskarnas studier i Holland hade han en icke ringa betydelse.